# 加拿大電視頻道列表
加拿大採取了NTSC及ATSC電視傳輸標準沒有任何改變。但是由於Anik卫星系列的转发器設計改变，卫星电视存在一些独特的变化。

## 全國頻道網絡

### 英語
- 加拿大廣播公司電視（CBC Television），系屬加拿大廣播公司的全國公營電視網絡。在北部地區、魁省北部及拉布拉多北部，以英語和土著語播放。
- 城市電視網（Citytv），私營英語頻道，於安省、緬省、薩省、魁省、亞省及卑詩省進行廣播，系屬羅渣士傳媒。
- CTV電視網（CTV Television Network），全國私營英語頻道（除紐芬蘭與拉布拉多及北部地區訊號未落地外），系屬貝爾傳媒。
- 環球電視（Global Television Network），全國私營英語頻道（除紐芬蘭與拉布拉多及北部地區訊號未落地外），系屬康力斯娛樂。

### 法語
- 加拿大法語頻道（Ici Radio-Canada Télé），系屬加拿大廣播公司。
- TVA，意為「組織電視」，於魁省播放的法語私營電視台，系屬TVA集團。

### 多元文化
- APTN，即原住民電視網，一個以電纜和衛星媒介，於三個地區播放的電視台。節目以加拿大原住民作主要焦點。它以英語，法語和一些原住民語廣播。

## 地區性廣播電視系統
（本文原為英語，故以英語字母排序。）

### 英語
- 加國北方頻道（CBC North）， 為加拿大廣播公司公營電視台。在北部地區、魁省北部及拉布拉多北部，播放加拿大國營頻道的節目。
- CTV大西洋分台（CTV Atlantic），為CTV於大西洋省份（斯高沙省、紐賓士域省和愛德華王子島省）的分台，系屬貝爾傳媒。
- CTV北安大略分台（CTV Northern Ontario），為CTV於安省北部的分台，系屬貝爾傳媒。
- CTV第二台（CTV 2），私營英語頻道，於安大略省和卑詩省部分地區以無綫廣播，另於亞省和大西洋省份以收費電視播放，系屬貝爾傳媒。
- 大西電視（Great Western Television），為一系列位於卑詩省的私營頻道，播放加拿大國營頻道節目。

### 法語
- Noovo，於魁省播放的法語私營電視台，系屬Remstar。

### 已解散地區性廣播電視系統
- E!網絡，私營英語頻道，於魁省、安省、亞省及卑詩省進行廣播，系屬加西環球通訊。

## 地區性免費廣播電視台

### 常規
- CJON，即NTV，位於紐芬蘭及拉布拉多省的私營電視台，為紐芬蘭廣播有公司持有。
- CHCH，位於安大略省咸美頓，系屬 Channel Zero。
- CHEK，位於卑詩省域多利，系屬 CHEK Media Group。

### 多元文化站台
- CJNT，為蒙特利尔市的多元文化電視站台，為Channel Zero擁有，以數種語言運作。
- OMNI，於安省、亞省及卑詩省進行廣播，為羅渣士傳媒擁有的私營電視台。
  - OMNI.1，於安省南部進行廣播，主要對象為歐洲裔和加勒比裔居民，以數種語言運作。
  - OMNI.2，於安省南部進行廣播，主要對象為東亞、南亞人，以數種語言運作。
  - OMNI BC，於卑詩省進行廣播，以數種語言運作。
  - OMNI Alberta，於亞省進行廣播，以數種語言運作。

### 宗教
- CITS，即CTS，為安省的私人宗教電視台，為Crossroads基督教傳訊所有。
- CJIL，即神蹟頻道 ，亞省私人宗教電視台，為神蹟頻道協會擁有。
- Joytv，即卑詩省及緬省的宗教電視台，為S-Vox擁有。
  - CHNU，即Joytv 10 ，卑詩省宗教站台。
  - CIIT，即Joytv 11 ，緬省宗教站台。

## 省级教育电视台

### 英語
- 亞省CTV第二台（CTV Two Alberta），亞省私營知識電視台，由貝爾傳媒擁有。只限收費電視接收。
- 知識網絡（Knowledge），卑詩省公營知識電視台，卑詩省政府擁有。全省可透過收費電視接收，另外小部分地區亦可透過無綫電視接收。
- 沙省通訊網絡（SCN），沙省私營知識電視台，Bluepoint Investment Corporation擁有。只限收費電視接收。
- 安省電視（TVOntario），安省公營知識電視台，安省政府擁有。可透過無綫及收費電視接收。(CICA 多倫多)

### 法語
- Canal Savoir，魁北克省的私营教育電視台，由省內大專院校組成的私營財團CANAL擁有。在滿地可以無綫播放，而省內其他地區則以收費電視接收。(CFTU Montreal)
- Télé-Québec，由魁北克省政府持有的公营教育电视台，本部位于魁北克，在魁北克省境内可透过无线或有线电视网收看。(CIVM Montreal)
- TFO，由安大略省政府持有的公营教育电视台，本部位于安省，在安大略省境内可透过无线或有线电视网收看。(CHLF Toronto/Hawkesbury)

## 特属模拟信号电视频道

### 英語
- Bravo! Bravo！
- Business News Network 商業新聞網絡
- Canadian Forces Radio and Television 加拿大三軍廣播（不能於家居接收）
- CBC Newsworld 加拿大廣播公司新聞世界
- CLT 加拿大學習頻道
- CMT
- The Comedy Network 喜劇網絡
- CP24 （於多倫多播放的24小時有綫地區新聞頻道）
- CPAC 有綫公共事務頻道
- CTV新聞台
- CTV Two Atlantic
- 探索頻道
- 家庭頻道
- 食物網絡
- HGTV
- History Television 歷史頻道
- 視訊頻道
- MuchMoreMusic 音樂++
- MuchMusic 音樂+
- OLN
- Rogers Sportsnet 羅渣士體育網
- 賽果頻道
- Showcase
- Slice
- SPACE: The Imagination Station 太空：幻想站
- Star! 星！
- TELETOON
- Treehouse TV 樹屋頻道
- TSN 体育頻道
- TVtropolis 電視都會
- Vision TV 視野電視
- The Weather Network 天氣網絡
- W Network w網絡
- YTV

### 法語
- ARTV
- Canal D
- Canal Évasion
- LCN
- Canal Vie
- CPAC
- Historia
- MétéoMédia
- MusiMax
- MusiquePlus
- Radiotélévision des Forces canadiennes (not available domestically)
- RDI
- RDS
- Séries+
- TÉLÉTOON
- TV5
- VRAK.TV
- Ztélé

### 多元文化
- ATN Channel
- 新時代電視
- OTN1
- 城市電視
- Telelatino (暫譯拉丁電視)

### 电视购物频道 ( 未有牌照的 )

#### 英語
- 加拿大ShopTV
- 購物頻道

#### 法語
- 購物TVA
- TATV

## 高级电视服务（Premium television services）

### 英语
- 電影中心 (多頻道)
  - 電影中心 2
  - 電影中心 3
  - 電影中心 4
- Encore Avenue ( 2個頻道)
  - Encore Avenue 2
- 電影網絡 (5個頻道)
  - MExcess
  - MFest
  - MFun
  - MMore
- Mpix (2個頻道)
  - Mescape

### 法語
- cinépop
- Super Écran (Four multiplex channels)
  - Super Écran 2
  - Super Écran 3
  - Super Écran 4

## 按次收费收看服务（Pay-per-view）

### 英語
- Viewers Choice
- VU! PPV

### 法語
- Canal Indigo
- VU! PPV

## 特属数字信号电视频道

### 英语
- 動物星球
- AOV 成人電影頻道]]
- BBC Canada - 英國廣播公司加拿大頻道
- BBC Kids - 英國廣播公司兒童頻道
- 自傳頻道
- BITE
- BookTelevision -  書本電視
- bpm:tv
- CBC Country Canada - CBC加拿大國家頻道
- CGTV
- 基督徒頻道
- CoolTV
- CourtTV Canada
- DejaView
- 發現-文化頻道
- 發現-健康頻道
- 發現-兒童頻道
- 紀錄片頻道
- Drive-In Classics
- ESPN經典頻道
- FashionTelevisionChannel - 時裝電視頻道
- The Fight Network - 搏擊頻道
- 優質生活頻道
- 加拿大霍士體育世界
- G4techTV
- GolTV
- HARDtv
- HPItv (5個頻道)
  - HPItv Odds - 奇特
  - HPItv Canada - 加拿大
  - HPItv International - 國际
  - HPItv West - 西方
- Hustler TV
- ichannel
- Independent Film Channel IFC
- Leafs TV
- Lonestar Lonestar
- Maleflixxx Television
- mentv
- Movieola
- MuchLOUD
- MuchMoreRetro
- MuchVibe
- Mystery
- 國家地理頻道
- Natural Resources Television
- NHL Network
- One: The Body, Mind & Spirit Channel
- OUTtv
- The Pet Network
- PunchMuch
- Raptors NBA TV
- Razer
- Red Light District TV
- Salt + Light Television
- SCREAM SCREAM
- SexTV: The Channel
- Showcase Action
- Showcase Diva
- Silver Screen Classics
- travel + escape
- TV Land TV Land
- Wild TV
- World Fishing Network
- X-Treme Sports
- XXX Action Clips Channel

### 法語
- ARGENT ARGENT
- Avis De Recherche.tv
- Mystère
- Prise 2
- Réseau Info-Sports|RIS

### 多元文化
- Abu Dhabi TV Abu Dhabi TV 阿布扎比電視
- All TV 全電視台
- ATN Aastha TV 阿斯發電視台(以印度語、古吉拉特語及英語作廣播)
- ATN Alpha ETC Punjabi 阿爾發ETC旁遮普語電視
- ATN ARY Digital ARY數碼電視
- ATN B4U Movies B4U電影
- ATN B4U Music B4U音樂
- ATN Bangla ATN Bangla 加國孟語頻道
- ATN Cricket Plus 木球+頻道
- ATN Jaya TV 扎雅電視
- ATN NDTV 24x7 NDTV 24x7電視
- ATN Zee Cinema Z-電影院
- ATN Zee Gujarati Z-古吉拉特語電視
- Commonwealth Broadcasting Network 聯邦廣播網絡
- Channel 5  5頻道
- ERT World ERT世界
- FPTV 加國葡語頻道
- Iran TV Network 加國伊朗電視台
- KBS World 加國韓語頻道
- The Israeli Network 加國以色列頻道
- Leonardo World 里安納度世界
- The Mabuhay Channel 加國菲語頻道
- Nuevo Mundo Television 新世界頻道(西語)
- New Tang Dynasty Television 加拿大新唐人電視台
- NTV Canada 加國俄語頻道
- Canada National TV 加國国家电视台(普通话)
- Persian Vision 波斯的視野頻道
- ProSiebenSat.1 Welt 加國德語世界頻道
- RTVi RTVi 加國俄語網絡1
- RTVi+ RTVi+ 加國俄語網絡2
- SBTN SBTN 加國越語頻道
- SKY TG24 SKY TG24 天空TG24頻道 (意語)
- Sur Sagar TV|SSTV 加國旁語網絡
- Tamil One 泰米尔1
- tlñ en español 加國西語網絡
- TVi|Tamil Vision 泰米尔視野
- Video Italia 意大利視野頻道
- WOWtv

### 高清頻道

#### 英語
- Discovery HD 探索高清頻道
- Equator HD Equator HD 赤道高清頻道
- Leafs TV HD 樹葉高清頻道
- The Movie Network HD 電影網絡高清
- The Movie Network MMoreHD 電影+網絡高清
- Movie Central HD 電影中心高清
- Movie Central 2 HD 電影中心2高清
- The Movie Network HD 電影網絡高清+
- National Geographic Channel National Geographic Channel HD 國家地理頻道 - 加拿大
- OasisHD 綠洲高清頻道
- Raptors NBA TV 速龍NBA高清
- Rogers Sportsnet|Rogers Sportsnet HD 羅渣士體育高清
- Rush HD Rush HD 羅殊高清頻道
- Showcase Television|Showcase HD
- The Score Television Network|The Score HD 分數高清
- Treasure HD Treasure HD 寶藏高清
- TSN|TSN HD TSN高清

#### 法語
- Canal D HD
- Canal Vie HD
- Historia HD
- Séries+ HD
- Super Écran HD
- |VRAK.TV HD
- Ztélé HD

### 數碼音樂頻道
- Galaxie 法語及英語廣播。
- MaxTrax 法語及英語廣播。

### 备注
加拿大数字电视特属频道分属以下两个类别:
- 一类频道
- 二类频道